# Horn of Plenty
Horn of Plenty är Grizzly Bears debutalbum. Det är ett soloalbum av Ed Droste, men nuvarande trummis Christopher Bear medverkade på några av låtarna.

## Låtlista
1. Deep Sea Diver - 4:47
2. Don't Ask - 3:28
3. Alligator - 1:23
4. Campfire - 4:13
5. Shift - 2:19
6. Disappearing Ac  - 4:24
7. Fix It - 4:24
8. Merge  - 2:24
9. A Good Place  - 3:18
10. Showcase  - 4:50
11. La Duchess Anne  - 4:20
12. Eavesdropping  - 3:51
13. Service Bell  - 2:00
14. This Song  - 3:39